# Sensibilité au salycilate
La sensibilité au salicylate, également appelée intolérance au salicylate, désigne tout effet indésirable qui se produit lors de l'ingestion d'une quantité habituelle de salicylate. Les personnes intolérantes au salicylate sont incapables de consommer une quantité normale de salicylate sans effets indésirables. 
La sensibilité des salicylates diffère de celle du salicylisme, qui survient lorsqu'un individu prend une surdose de salicylates. Le surdosage en salicylate survient chez toute personne, même non sensibilisée, et peut être mortel s'il n'est pas traité. Pour plus d'informations, voir Intoxication à l'aspirine. 
Les salicylates sont des dérivés de l'acide salicylique présents naturellement dans les plantes chez qui ils constituent une hormone immunitaire naturelle et un agent de conservation qui protègent les plantes contre les maladies, les insectes, les champignons et les bactéries nocives. Les salicylates peuvent également être trouvés dans de nombreux médicaments, parfums et conservateurs. Les salicylates naturels et synthétiques peuvent causer des problèmes de santé chez quiconque lorsqu'ils sont consommés à fortes doses. Mais pour ceux qui sont intolérants au salicylate, même de petites doses de salicylate peuvent provoquer des effets indésirables. 

## Symptômes
Les symptômes les plus courants de sensibilité au salicylate sont[réf. nécessaire] : 
- Douleurs d'estomac
- Acouphène
- Démangeaisons de la peau, urticaire ou éruptions cutanées
- Asthme et autres difficultés respiratoires
- Œdème de Quincke
- Maux de tête
- Gonflement des mains , des pieds, des paupières, du visage ou des lèvres
- L'énurésie nocturne ou mictions impérieuses
- Toux persistante
- Changements de couleur ou décoloration de la peau
- Fatigue
- Yeux irrités, irrités, gonflés ou brûlants
- Sinusite / polypes nasaux
- Diarrhée
- Nausée
- Hyperactivité
- Perte de mémoire et troubles de la concentration
- Dépression
- Pseudoanaphylaxie
- Constipation

Il convient de noter que l'asthme et les polypes nasaux sont des symptômes de la maladie respiratoire exacerbée par l'aspirine (triade de Samter), qui ne semble pas être causée par des salicylates alimentaires. 

## Diagnostic
Il n'existe aucune méthode d'analyse de laboratoire ou de test allergique cutané permettant de tester la sensibilité au salicylate. Le test de provocation est une méthode permettant d'obtenir un diagnostic fiable. Il est destiné à induire une réaction contrôlée comme confirmation du diagnostic. Au cours du test, la personne reçoit des doses de plus en plus élevées de dérivés salicylés, généralement de l'aspirine, sous surveillance médicale, jusqu'à l'apparition des symptômes ou l'élimination de la probabilité de l'apparition des symptômes. 
Des patchs cutanés pour la recherche de l'allergie, dans lesquels l'allergène présumé est placé sur le dos et laissée pendant un à trois jours complets, permettent de déterminer la sensibilité au salicylate. Cela peut être effectué par un dermatologue ou un allergologue. La gravité de la réaction est un indicateur de la force de l'intolérance ou de l'allergie. Il est généralement placé sur le dos, parmi d'autres allergènes potentiels testés simultanément (piano strip patch). Cette méthode est généralement utilisée pour tester des ingrédients uniques (salicylate, cobalt, nickel, etc.) plutôt qu'un élément spécifique (carotte, beurre d'arachide, etc.). 

## Traitement
La sensibilité au salicylate peut être traitée par l'instauration d'un régime à faible teneur en salicylate, tels que le régime Feingold et les régimes Failsafe. Le régime Feingold élimine les colorants artificiels, les conservateurs et les salicylates, tandis que le régime Failsafe élimine les salicylates, ainsi que les amines et les glutamates. La gamme d'aliments sans teneur en salicylate est très limitée et, par conséquent, les régimes sans salicylate sont très restrictifs. 
La désensibilisation implique l'administration quotidienne de doses progressives de salicylate. Ce processus est généralement effectué sur un patient hospitalisé, avec un chariot de réanimation au chevet du patient, pendant six jours, en commençant par 25 mg de lysine-aspirine IV pour arriver à 500 mg si le patient tolère cette dose. 
Le Montélukast est un traitement utilisé dans l'asthme par intolérance à l'aspirine. 

## Historique
Un médicament salicylé important est l'aspirine, qui a une longue histoire. L'intolérance à l'aspirine était largement connue en 1975, lorsque l'on a commencé à comprendre qu'il s'agissait d'une réaction pharmacologique et non d'une allergie,. 

## Terminologie
Selon que le salicylate est un composant d'un aliment ou d'un médicament, l'intolérance au salicylate est une forme d'intolérance alimentaire ou d'intolérance médicamenteuse. 
La sensibilité aux salicylates est une réaction pharmacologique et non une véritable allergie médiée par les IgE. Cependant, l'aspirine peut déclencher des réactions d'hypersensibilité non allergiques,. Environ 5 à 10% des asthmatiques ont une hypersensibilité à l'aspirine, mais les salicylates alimentaires n'y contribuent pas. Les réactions dans la triade de Samter sont dues à l'inhibition de l'enzyme COX-1 par l'aspirine, ainsi qu'à d'autres AINS non salicylés. Il n'a pas été démontré que les salicylates alimentaires affectent de manière significative la COX-1. 
La triade de Samter fait référence à la sensibilité aux AINS associée aux polypes nasaux et à l'asthme. 

## Voir également
- L'asthme induit par l'aspirine